# 愛育病院
社会福祉法人恩賜財団母子愛育会総合母子保健センター愛育病院（おんしざいだんぼしあいいくかい そうごうぼしほけんセンターあいいくびょういん）は、東京都港区芝浦にある医療機関。産婦人科、小児科、新生児科を中心とした周産期の専門病院である。

## 概要
愛育病院は、1934年（昭和9年）に、明仁親王の出産を記念し、昭和天皇より受けた下賜金をもとに作られた「恩賜財団母子愛育会」によって、1938年（昭和13年）に開設された。現在の設置者は「社会福祉法人恩賜財団母子愛育会」であり、総裁を文仁親王妃紀子に推戴している。
1986年（昭和61年）3月8日に憲仁親王妃久子が承子女王を出産した（以降、同じ病院にて千家典子（典子女王）、守谷絢子（絢子女王）を出産した）のをはじめ、2006年（平成18年）9月6日には、母子愛育会の現総裁である文仁親王妃紀子が悠仁親王を出産した。
また、都内の出産事情においては、聖路加国際病院、山王病院と共に、「ブランド出産御三家」の一つとされている。
総合母子保健センターには「特殊ミルク事務局」が設けられており、新生児マススクリーニングで発見される先天性代謝異常症児の治療を目的とした特殊ミルクの供給事務事業を、国の助成と乳業メーカーの協力により運営している。

## 立地
2015年2月に、東京都港区南麻布5丁目6番8号から、現在の所在地である東京都港区芝浦（複合施設みなとパーク芝浦敷地内）へ移転した。以前の施設は「愛育クリニック」として診療を継続しており、敷地内には「愛育幼稚園」等が設置されている。

## 診療

### 診療科
- 小児科
- 産婦人科
- 新生児科
- 麻酔科
- 小児外科
- 小児精神科
- 女性内科
- 女性外科
- 放射線科
- 女性ドック

### 診療概要
病床数は160床。2014年（平成26年）の分娩数は1,781件（移転前）。
出産に関する医療に専門的に取り組んでおり、特に、妊娠後期から新生児早期までの周産期医療では全国有数の施設を備えている。1999年（平成11年）には、新生児集中治療室（NICU）や母体・胎児集中治療室（MFICU）も整備し、東京都から周産期医療の専門病院として地域で中心的な役割を担う「総合周産期母子医療センター」の指定を受けるなど、最先端設備によってリスクの高い出産への対応も可能である。「自然なお産」を方針に掲げており、産後の母体の回復を見てできるだけ早期に母子同室とするなどの特色がある。

## 略史
- 1938年（昭和13年）12月13日 - 「愛育医院」（小児科）として開設
- 1940年（昭和15年） - 産科を設置
- 1949年（昭和24年） - 愛育病院に改称
- 1996年（平成8年） - 皮膚科（小児専門）外来設置
- 1997年（平成9年） - 心理福祉室設置
- 1999年（平成11年） - 内科・麻酔科設置、東京都の「総合周産期母子医療センター」に指定
- 2002年（平成14年） - 小児外科設置
- 2009年（平成21年） - 36協定未締結が発覚。三田労働基準監督署が労働基準法に基づく是正勧告
- 2015年（平成27年） - 東京都港区芝浦1丁目に移転[5]

## 医療機関の指定等
- 保険医療機関
- 指定自立支援医療機関（精神通院医療）
- 生活保護法指定医療機関
- 指定養育医療機関（未熟児医療）
- 公害医療機関
- 母体保護法指定医の配置されている医療機関
- 臨床研修指定病院
- 小児慢性特定疾患治療研究事業委託医療機関
- 無料低額診療事業実施医療機関
- 総合周産期母子医療センター

## 近隣の施設
- 株式会社ヤナセ
- 東京ポートボウル
- みなとパーク芝浦

## 交通アクセス
- JR東日本山手線田町駅下車、芝浦口（東口）より徒歩7分。
- 都営地下鉄浅草線三田駅下車、A9出口より徒歩6分。

## 在籍していた人物
括弧内は在籍当時の代表的な役職、ハイフン以降はその他の代表的な役職を示す。
- 安達知子（院長） - 東京女子医科大学医学部助教授
- 石川紀子（母子保健科外来部門師長） - 静岡県立大学看護学部准教授
- 岡井崇（院長） - 昭和大学医学部教授
- 内藤寿七郎（院長） - 日本赤十字社中央病院小児科部長
- 中林正雄（センター所長） - 東京女子医科大学母子総合医療センター教授

## 出産した皇族
- 憲仁親王妃久子
- 文仁親王妃紀子

## 誕生した皇族
- 承子女王
- 典子女王
- 絢子女王
- 悠仁親王